# Mizan
Mizan je u islamskoj mitologiji vaga kojom će Alah, Bog, izvagati sva djela svih ljudi. Vaganje će se desiti na Sudnji dan, nakon proživljenja svih umrlih, a neophodno je kako bi se svi prema svojim zaslugama rasporedili u Džennet (raj) i Džehennem (pakao). Vaga će biti postavljena ispred   'Arša, Alahovog prijestolja, s čije će se lijeve strane nalaziti Džehennem, a s desne Džennet. Također, na lijevi tas vage će biti postavljena loša djela, a s desne dobra. Vaga je, Alahovom beskrajnom moći, savršeno podešena, tako da nitko neće biti oštećen koliko za zrno gorušice. Nakon vaganja djela slijedi prelazak preko Sirah mosta, koji se nalazi iznad vječne vatre pakla, a s njegove druge strane je raj. Vaga je ogromna, tako da na jedan tas mogu stati cijela nebesa i Zemlja. Prema predaji, kada su meleki vidjeli ovakvu napravu, počeli su se kajati za svoje grijehe, iako su bezgrješna bića. Mizan je jedan od simbola Alahovog savršenstva, a vjernicima znači ravnotežu, red i neizmjernu pravdu Božju.